# Abdelaziz Djerad
Abdelaziz Djerad (Jenchela, Província de Khenchela, Algèria, 12 de febrer de 1954) és un polític, politòleg i professor de relacions internacionals. El 28 de desembre de 2019 va ser nomenat primer ministre d'Algèria pel president Abdelmadjid Tebboune en el nou govern d'Algèria.

## Trajectòria
Diplomat per la Facultat de Ciències Polítiques i Relacions Internacionals de la Universitat d'Alger el 1976, va realitzar un doctorat a la Universitat de París X Nanterre (1981). Antic membre del Front Nacional d'Alliberament d'Algèria (FLN), formà part de l'administració a la dècada de 1990.
Va ser director de l'Escola Nacional d'Administració d'Alger de 1989 a 1992, conseller diplomàtic a la Presidència de la República de 1992 a 1993 amb el president Ali Kafi i, un any després, va ser nomenat secretari general de la Presidència de la República (1993-1995) càrrec que va ocupar durant el primer any de mandat de president Liamin Zerual, (1994-1999) també originari de la zona de l'Aurés. Del 1996 al 2000 va ser director general de l'Agència Algeriana de Cooperació Internacional, i del 2001 al 2003 va assumir la secretaria general del ministeri d'Afers Exteriors durant el primer mandat d'Abdelaziz Bouteflika, que finalment el va cesar. Membre del Comitè Central del FLN, el 2004 va donar suport a Ali Benflis a les eleccions presidencials.
El 28 de desembre de 2019 va ser nomenat primer ministre pel president Abdelmadjid Tebboune substituint Sabri Boukadoum, ministre d'Afers Estrangers que havia estat nomenat primer ministre interí després de la dimissió de Nureddine Bedui el 19 de desembre, dia de la investidura de Tebboune com a nou Cap d'estat.
Des que es van iniciar les protestes a Algèria, Djerad va realitzar diverses intervencions a la ràdio donant-hi suport, i exigint que Bouteflika i els seus aliats renunciessin al poder.